# 塔爾多姆
56°44′N 37°32′E / 56.733°N 37.533°E
塔爾多姆（俄语：Та́лдом）是俄羅斯莫斯科州北部的一個城市。位於莫斯科以北110公里。2002年人口13,334人。
1677年建立，1918年設市並改稱列寧斯克，1929年恢復原名。